# Liste der Bodendenkmäler in Reuth bei Erbendorf
Auf dieser Seite sind die Bodendenkmäler in der Oberpfälzer Gemeinde Reuth bei Erbendorf zusammengestellt. Diese Tabelle ist eine Teilliste der Liste der Bodendenkmäler in Bayern. Grundlage ist die Bayerische Denkmalliste, die auf Basis des Bayerischen Denkmalschutzgesetzes vom 1. Oktober 1973 erstmals erstellt wurde und seither durch das Bayerische Landesamt für Denkmalpflege geführt wird. Die folgenden Angaben ersetzen nicht die rechtsverbindliche Auskunft der Denkmalschutzbehörde.

## Bodendenkmäler der Gemeinde Reuth bei Erbendorf

### Bodendenkmäler in der Gemarkung Reuth b.Erbendorf
| Lage                         | Objekt | Akten-Nr.     | Bild |
| ---------------------------- | --- | ------------- | ---- |
| Reuth b.Erbendorf (Standort) | Archäologische Befunde der frühen Neuzeit im Bereich der Katholischen Pfarr- und Wallfahrtskirche Unserer Lieben Frau in Premenreuth, darunter die Spuren von Vorgängerbauten bzw. älterer Bauphasen. Siehe auch: Maria Hilf (Premenreuth) | D-3-6138-0151 |      |
| Reuth b.Erbendorf (Standort) | Archäologische Befunde im Bereich des Schlosses von Reuth b. Erbendorf, zuvor mittelalterliche Burg. Siehe auch: Schloss Reuth | D-3-6138-0154 |      |
| Reuth b.Erbendorf (Standort) | Archäologische Befunde der frühen Neuzeit im Bereich der Katholischen Kirche St. Katharina in Reuth b.Erbendorf. Siehe auch: St. Katharina (Reuth bei Erbendorf)                                                                           | D-3-6138-0158 |      |

### Bodendenkmäler in der Gemarkung Röthenbach a.Steinwald
| Lage                              | Objekt | Akten-Nr.     | Bild |
| --------------------------------- | --- | ------------- | ---- |
| Röthenbach a.Steinwald (Standort) | Archäologische Befunde im Bereich des ehemaligen Hammerschlosses Erlhammer, darunter Spuren von Vorgängerbauten bzw. älteren Bauphasen sowie des zugehörigen spätmittelalterlichen und frühneuzeitlichen Eisenhammers. Siehe auch: Schloss Erlhammer | D-3-6138-0146 |      |
| Röthenbach a.Steinwald (Standort) | Archäologische Befunde des Mittelalters und der frühen Neuzeit im Bereich des ehemaligen Schlosses Mauern in Escheldorf. Siehe auch: Schloss Mauern (Escheldorf)                                                                                     | D-3-6138-0161 |      |